# Gloucester City AFC
Gloucester City AFC (celým názvem: Gloucester City Association Football Club) je anglický fotbalový klub, který sídlí ve městě Gloucester v nemetropolitním hrabství Gloucestershire. Založen byl v roce 1883 pod názvem Gloucester AFC. Od sezóny 2017/18 hraje v National League South (6. nejvyšší soutěž).
Od roku 2007 po velkých povodních, které téměř zlikvidovaly klubový stadion, hrají "The Tigers" na různých stadionech různě po celém hrabství Gloucestershire. V současné době hraje na stadionu Jubilee Stadium v Eveshamu, který pojme 3 000 diváků.

## Historické názvy
Zdroj: 
- 1883 – Gloucester AFC (Gloucester Association Football Club)
- 1902 – Gloucester City AFC (Gloucester City Association Football Club)
- 1910 – Gloucester YMCA FC (Gloucester Young Men's Christian Association Football Club)
- 1925 – Gloucester City AFC (Gloucester City Association Football Club)

## Získané trofeje
- Gloucestershire FA Senior Amateur Cup ( 1× )
  - 1931/32
- Gloucestershire FA Senior Professional Cup ( 18× )
  - 1937/38, 1949/50, 1950/51, 1952/53, 1954/55, 1955/56, 1957/58, 1965/66, 1968/69, 1970/71, 1974/75, 1978/79, 1979/80, 1981/82, 1982/83, 1983/84, 1990/91, 1992/93

## Úspěchy v domácích pohárech
Zdroj: 
- FA Cup
  - 2. kolo: 1989/90
- FA Trophy
  - Semifinále: 1996/97

## Umístění v jednotlivých sezonách
Stručný přehled
Zdroj: 
- 1893–1895: Bristol & District League (Division One)
- 1895–1896: Western Football League
- 1946–1958: Southern Football League
- 1958–1959: Southern Football League (North-Western Section)
- 1959–1969: Southern Football League (Division One)
- 1969–1971: Southern Football League (Premier Division)
- 1971–1979: Southern Football League (Division One North)
- 1979–1982: Southern Football League (Midland Division)
- 1982–1985: Southern Football League (Premier Division)
- 1985–1989: Southern Football League (Midland Division)
- 1989–2000: Southern Football League (Premier Division)
- 2000–2004: Southern Football League (Western Division)
- 2004–2009: Southern Football League (Premier Division)
- 2009–2015: Conference North
- 2015–2017: National League North
- 2017– : National League South

Jednotlivé ročníky
Zdroj: 
Legenda: Z - zápasy, V - výhry, R - remízy, P - porážky, VG - vstřelené góly, OG - obdržené góly, +/- - rozdíl skóre, B - body, červené podbarvení - sestup, zelené podbarvení - postup, fialové podbarvení - reorganizace, změna skupiny či soutěže
| Sezóny  | Liga                  | Úroveň | Z  | V  | R  | P  | VG | OG | +/- | B  | Pozice |
| ------- | --------------------- | ------ | -- | -- | -- | -- | -- | -- | --- | -- | ------ |
| 2009/10 | Conference North      | 6      | 40 | 12 | 6  | 22 | 47 | 59 | -12 | 42 | 18.    |
| 2010/11 | Conference North      | 6      | 40 | 14 | 5  | 21 | 49 | 63 | -14 | 47 | 14.    |
| 2011/12 | Conference North      | 6      | 42 | 15 | 7  | 20 | 53 | 60 | -7  | 52 | 14.    |
| 2012/13 | Conference North      | 6      | 42 | 16 | 6  | 20 | 54 | 63 | -9  | 54 | 11.    |
| 2013/14 | Conference North      | 6      | 42 | 11 | 11 | 20 | 64 | 77 | -13 | 44 | 17.    |
| 2014/15 | Conference North      | 6      | 42 | 14 | 10 | 18 | 63 | 75 | -12 | 52 | 14.    |
| 2015/16 | National League North | 6      | 42 | 12 | 14 | 16 | 39 | 49 | -10 | 50 | 15.    |
| 2016/17 | National League North | 6      | 42 | 18 | 10 | 14 | 69 | 61 | +8  | 64 | 10.    |
| 2017/18 | National League South | 6      | 42 | 15 | 8  | 19 | 56 | 70 | -14 | 53 | 14.    |
| 2018/19 | National League South | 6      | 42 |    |    |    |    |    |     |    |        |